# Донбас Арена
„Донбас Арена“ е стадион в украинския град Донецк, открит на 29 август 2009 г. Съоръжението е разположено в центъра на града. Има капацитет от 52 518 места и е официалния стадион на ФК Шахтьор Донецк. Също така стадионът приема 3 мача от груповата фаза на Евро 2012, както и полуфиналният мач. От 2014 г. мачовете на стадиона не се провеждат поради военните действия в Донбас.
Първоначалната прогнозна стойност на проекта е в размер на 250 милиона щатски долара. 30 милиона са разпределени за създаването на парк около стадиона. Окончателната цена на проекта ще достигне 400 милиона.

## Строеж
Строежът започва през 2006 г. Главният изпълнител е турската компания ENKA. Стадионът е завършен и открит през 2009 г. Около 1600 специалиста, главно турски, са работили по строежа.
„Донбас Арена“ е проектирана от ArupSport, които са проектирали и Градския стадион в Манчестър, Алианц Арена в Мюнхен и Пекинския национален стадион.

## Галерия
- Строителството на стадиона